# Marianne Basler
Marianne Basler (Bruselas, 9 de marzo de 1964) es una actriz francesa cuya carrera inició a comienzos de la década de 1980.

## Filmografía seleccionada

### Cine
| Año  | Título                       | Papel       | Notas                                                     |
| ---- | ---------------------------- | ----------- | --------------------------------------------------------- |
| 1984 | The Mystery of Alexina       | Marie Avril |                                                           |
| 1986 | Rosa la rose, fille publique | Rosa        | Nominada al César a la mejor revelación femenina de 1987. |
| 1987 | The Cruel Embrace            | Nicole      |                                                           |
| 1988 | A Soldier's Tale             | Bell        |                                                           |
| 1989 | La Révolution française      |             |                                                           |
| 1991 | Eline Vere                   | Eline Vere  |                                                           |
| 1994 | Farinelli                    |             |                                                           |
| 1997 | Marquise                     |             |                                                           |
| 2001 | Va savoir                    |             |                                                           |
| 2002 | The Magic Box                |             |                                                           |
| 2004 | Welcome to Switzerland       |             |                                                           |
| 2005 | Ghosts                       |             |                                                           |
| 2011 | Midnight in Paris            |             |                                                           |
| 2014 | Yves Saint Laurent           |             |                                                           |
| 2018 | Amanda                       | Maud        |                                                           |